# جميل الجسد
الكَلْزُومَة أو القالوسومة أو الكالوسوما أو جميلة القد أو جميل الجَسَدُ أو صائدة الأساريع (الاسم العلمي: Calosoma)، جنس من الخنافس الأرضية الكبيرة في جميع أنحاء نصف الكرة الشمالي، ويشار إليها باسم صائد اليُسروع أو بَحّاث اليُسروع. العديد من أنواعه الـ 167 سوداء بشكل كبير أو بالكامل، لكن بعضها ذو ألوان معدنية ساطعة. تنتج هذي الخنافس رذاذًا كريه الرائحة من الغدد التي توجد بالقرب من طرف البطن. يمكن التعرف عليها عن طريق شكل صدرها الكبير، الذي يقارب حجم البطن وأوسع بكثير من الرأس.
في عام 1905، اسُتجلب Calosoma sycophanta إلى نيو إنجلاند للسيطرة على انتشار العثة الغجرية (Lymantria dispar). يعتبر هذا النوع مستهلكًا شرهًا لليرقات أثناء طور اليرقنة والبلوغ، كما هو الحال بالنسبة للأنواع الأخرى في الجنس. لهذا السبب، فإنها تعتبر بشكل عام حشرات مفيدة. تنتشر أنواع عديدة من هذه الخنافس، وأبرزها جميل الجسد الأسود (Calosoma semilaeve) بشكل خاص في منطقة كاليفورنيا.

## روابط خارجية
- Ground Beetles, Susan Mahr,University of Wisconsin-Madison.
- Forest Caterpillar Hunter, BioLib.cz.